# 黒田紫
黒田 紫（くろだ ゆかり、1961年11月28日 - ）は、日本のチアリーディング指導者、高等学校英語科教員（地方公務員）である。津田塾大学卒業。

## 人物・略歴
大学在学中の18歳の時、日本初のプロチアリーディングチームのメンバーに選出され国内外の多くのスポーツイベントで活躍をする。
大学卒業後に県立高校の教員（地方公務員）となり、神奈川県立住吉高等学校英語科教師に就任、チームを創る。強豪大学チームや社会人チームをはねのけ、創部わずか3ヶ月の無名のチームを全国優勝させ一躍有名になる。その様子はテレビのドキュメント番組で何回も取り上げられた。住吉高校は3年連続日本一となり黒田の指導者としての手腕は全国に轟いた。後に学校荒廃で荒れた神奈川県立茅ヶ崎高等学校に異動し、そこでもチームを創り全国優勝に導いた。底辺校のチームが全国優勝をしさらに世界大会にまで出場した、というニュースは全国に衝撃を与えた。教師としての活動以外にもチアリーディングの演技者・指導者として活躍をし世界的に有名である。
また、プロ野球やJリーグのチームにチアリーディングチームを立ち上げ育成した。黒田自身も選手として演技をしていたランサーズは、湘南ベルマーレ・横浜ベイスターズ・横浜F・マリノスで活躍した。湘南ベルマーレ時代はランサーズが出る試合は負けないと「不敗神話」が生まれ全国紙で取り上げられた。横浜ベイスターズ時代には、ランサーズが出演した試合での勝率が6割を超え、2004年から姿を消すとベイスターズも低迷した。マリノスの試合では2007年に元々のランサーズのメンバーに公募によって選ばれたメンバーが加わりトリコロールランサーズとして発足し、翌2008年から現在に至るまでトリコロールマーメイズとして活躍している。
離婚し、2人の子供を一人で育てながら現役チアリーダーとして活躍を続け2007年に「46歳のチアリーダー」として話題となった。摂食障害やバセドウ病、脳こうそくと戦いながら懸命に生きる姿はNHKの情報番組『つながるテレビ@ヒューマン』などでも取り上げられた。壮絶な生き様は著書「先生はチアリーダー!子持ち・バツイチ44歳」の中で語られている。ランサーズがプロ野球マスターズリーグの公式チアチームであったことから、生前の大沢啓二がこの本の推薦者となっている。
2011年にはスポーツ番組で取り上げられ、久しぶりにメディアに登場する。スタジアムでの演技より脳梗塞やアンチエイジングに関しての講演のほうがメインとなってしまったが、黒田自身はあくまで現役にこだわりたく、呼ばれれば「どこででも演技をする」と宣言していた。いつでも演技ができるよう今も40年前と変わらないスタイルを維持しているという。
シングルマザーとして働きながら、2人の子供達を医師に育てあげたことも注目され、著書「90%は眠ったままの学力を呼び覚ます育て方」は教育本としては珍しくベストセラーとなった。子供の育て方や能力の伸ばし方に関する講演も、多数、行っている。
2012年にはテレビ東京のミニ番組『生きるを伝える』、2013年には朝日新聞首都圏版夕刊「華麗な人」で健在ぶりが採り上げられた他、同年7月26日には文化放送『吉田照美 飛べ!サルバドール』にゲスト出演した。2014年3月現在は、神奈川県立大和南高等学校のダンス部顧問を務めている。
2020年春、独立リーグに新たに参入する「神奈川フューチャードリームス」の専属チアチームの指導.監督を務めるなど、58歳になっても現役チアリーダーとして多方面で活躍中である。